# Alan Wenkus
Alan Wenkus (...) è uno sceneggiatore statunitense, famoso per aver scritto la sceneggiatura di Straight Outta Compton nel 2015.

## Filmografia
- Posizioni promettenti, regia di George Bowers (1985)
- Straight Outta Compton, regia di F. Gary Gray (2015)